# Coilia mystus
Coilia mystus is een straalvinnige vis uit de familie van de ansjovissen (Engraulidae) en behoort derhalve tot de orde van haringachtigen (Clupeiformes). De vis kan een lengte bereiken van 20 centimeter.

## Leefomgeving
De soort komt zowel in zoet, brak als zout water voor. De vis prefereert een tropisch klimaat en leeft hoofdzakelijk in de Grote Oceaan op dieptes tussen 0 en 10 meter.

## Relatie tot de mens
In de hengelsport wordt er weinig op de vis gejaagd.